# 丁世宏
丁世宏（1983年2月—），是中华人民共和国的学者。安徽当涂人，现任江苏大学教授。

## 生平
2004年本科毕业于安徽师范大学，同年考取东南大学研究生，先后于2007年、2010年获硕士和博士学位。2010年入职江苏大学。先后在澳大利亚西悉尼大学、皇家墨尔本理工大学作访问研究。现任江苏大学电气信息工程学院院长、教授、博士生导师。

## 学术贡献
主要从事滑模控制理论与应用、无人车/农机路径规划和导航等研究工作。发表SCI论文80余篇，多次入选爱思唯尔“中国高被引学者”和科睿唯安“全球高被引科学家”。主持国家自然科学基金、江苏省杰出青年基金等项目10余项。

## 奖励与荣誉
- 2014年，获中国机械工业科学技术二等奖（第三完成人）
- 2015年，获教育部自然科学奖二等奖（第三完成人）
- 2020年，获中国百篇最具影响国际学术论文奖
- 2021年，获中国自动化学会自然科学二等奖（第一完成人）[3]
- 2023年，获教育部自然科学一等奖（第二完成人）
- 2023年，入选国家“万人计划”青年拔尖人才[4]